# Kondenzátor (hűtéstechnika)

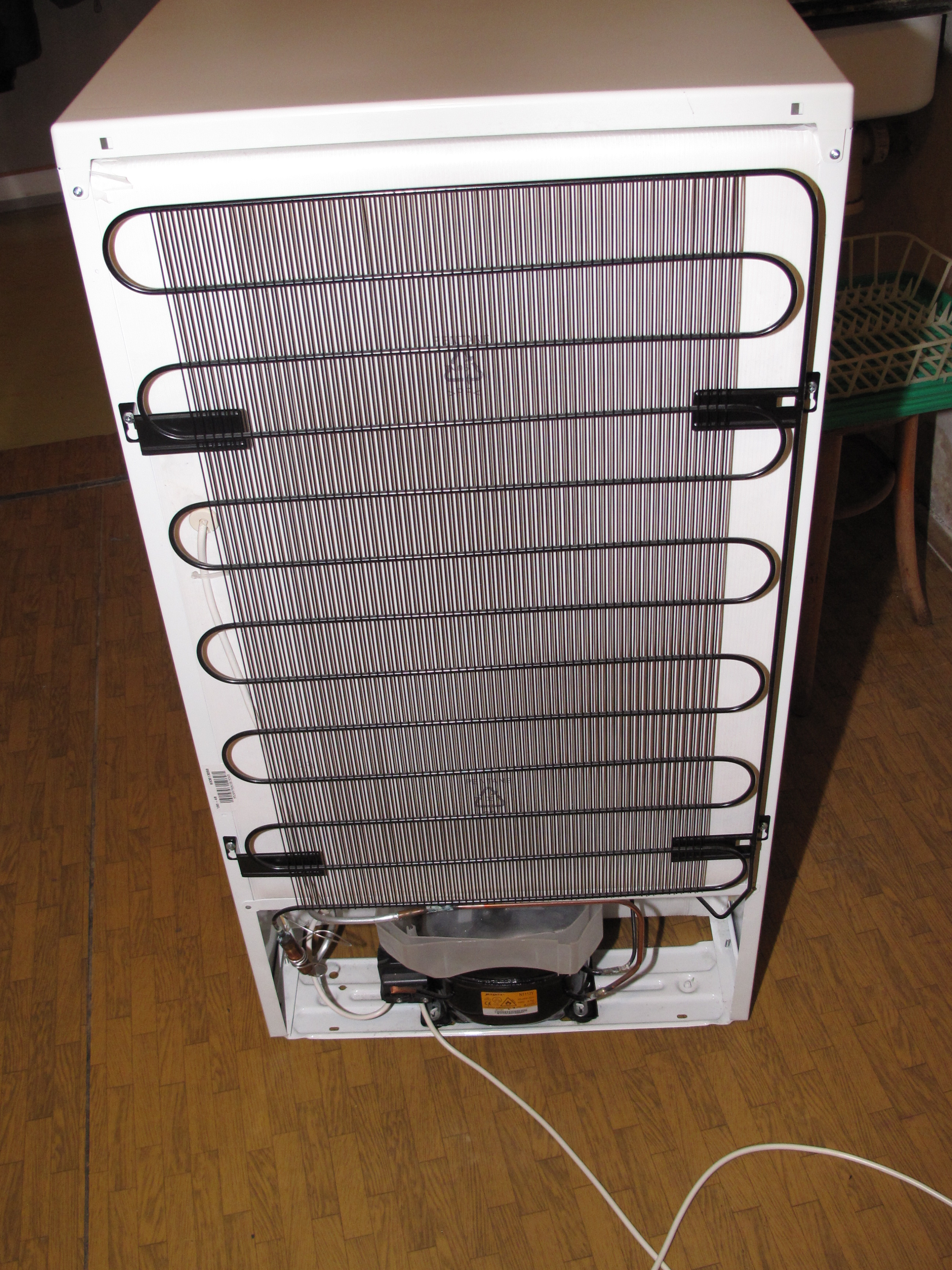
Hűtőkondenzátor egy háztartási hűtőgép hátoldalán

A hűtőkondenzátor egy hőcserélő, melynek feladata a légnemű hűtőközegnek (gyakran vízgőznek) folyadékká történő visszaalakítása.
A hűtőkondenzátor egyik gyakorlati példája a háztartási hűtőszekrény hátoldalán található hosszú fémcső vezeték. A hűtőgép folyamatosan hűtéséhez az szükséges, hogy az elpárologtatóból gőz formájában távozó hűtőközeg oda folyadék formájában folyamatosan visszatérjen.
Működési elve, hogy a kompresszort elhagyó összenyomott hűtőközeg-gőz a kondenzátorba áramlik. A hűtőközeg ebben lehűl és lecsapódik (kondenzálódik), azaz gázból ismét folyékony halmazállapotúvá válik (ahogy a hideg felületeken a levegőből is kicsapódik a nedvesség).